# Урочище Широкое и Жуково
Урочище Широкое и Жуково — комплексный памятник природы. Статус присвоен в соответствии с Решением Кашарского РИК № 233 от 14.09.79 года. Расположен в Кашарском районе Ростовской области. Имеет большое природоохранное, научное и просветительское значение.

## Описание
Комплексный памятник природы Урочище «Широкое и Жуково» представляет собой овражно-балочную систему с лесными массивами, расположенными на склонах оврагов. Статус комплексного памятника природы местного значения с режимом заказника присвоен в соответствии с Решениями Кашарского РИК № 233 от 14.09.79 г., Облисполкома № 313 от 23.08.85 г., Облсовета № 87 от 22.04.92 г., приказом № 111 по Ростовскому управлению лесного хозяйства от 17.09.1985 года.
Урочище «Широкое и Жуково» расположено северо-западнее села Новопавловка Кашарского района Ростовской области. Памятник природы занимает территорию 10-го и 13-го кварталов Кашарского участкового лесничества Кашарского территориального лесничества.
Памятник природы Урочище «Широкое и Жуково» характеризуется богатым животным и растительным миром. Значительное видовое разнообразие позвоночных и беспозвоночных животных находится на окраине лесов и в зарослях кустарников с высокими травами. К числу насекомых, попадающихся в урочище, относятся редкие виды чешуекрылых, занесенные в Красную книгу Ростовской области: махаон, поликсена, жук-олень и др. Урочище является местом обитания редких краснокнижных видов рукокрылых гладконосых летучих мышей: гигантской и малой вечерниц.
Общая площадь памятника природы составляет 254,0 гектар. Урочище имеет большое природоохранное и рекреационное значение, представляет собой культурную, водоохранную и почвозащитную ценность. Состояние урочища удовлетворительное.
Ответственность за обеспечение охраны и функционирование комплексного памятника природы несет Министерство природных ресурсов и экологии Ростовской области.